# Enrique XXIV de Reuss-Köstritz (línea media)
Enrique XXIV de Reuss-Köstritz (en alemán: Heinrich XXIV. Prinz Reuß zu Köstritz, también llamado Enrique XXIV de Reuss línea joven, en alemán: Heinrich XXIV. Prinz Reuß jüngere Linie, 8 de diciembre de 1855 - 2 de octubre de 1910) fue un aristócrata, príncipe de la línea media de Reuss-Köstritz, y compositor alemán. Fue hermano de la zarina consorte Leonor de Reuss-Köstritz.

## Vida
Enrique XXIV nació el 8 de diciembre de 1855 en Trebschen, actual Polonia, Reino de Prusia. Fue miembro de la línea media de Reuss-Köstritz, una de las muchas ramas de la extensa familia noble alemana de Reuss, era hijo del príncipe Enrique IV de Reuss de Köstritz (1821-1894) y la princesa Luisa Carolina de Reuss-Greiz (1822-1875).

### Inicios en la música
Enrique XXIV pasó su juventud en Viena, donde se vio influido por el ambiente artístico de su familia. Recibió sus primeras lecciones de piano, órgano y contrapunto, fueron dadas por su padre, Enrique IV, aficionado y alumno de composición de Carl Gottlieb Reissiger.
Enrique XXIV recibió instrucción musical formal en Dresde y continuó sus estudios en las universidades, primero en Bonn y luego en Leipzig, donde fue alumno de Wilhelm Rust. A pesar de su evidente talento musical, decidió estudiar Derecho. Sin embargo, tras graduarse en 1883, se dedicó casi exclusivamente a sus intereses musicales. A partir de 1881 estudió composición con Heinrich von Herzogenberg, con quien desarrolló una amistad. A través de Herzogenberg conoció a Johannes Brahms, a quien admiraba profundamente. Aunque nunca recibió instrucción formal de Brahms, sí recibió muchos consejos útiles de él, y, según él, «enseñándole más en diez minutos de lo que Herzogenberg podía hacer en meses».

### Composiciones
Orquesta
- Sinfonía n.º 1 en do menor, Op. 10 (1892)
- Sinfonía n.º 2 en re mayor - LOST (biografía de Stolle, pág. 103)
- Sinfonía n.º 3 en mi menor, Op. 28 (1907)
- Sinfonía n.º 4 en la mayor, Op. 30
- Sinfonía n.º 5 en fa menor, Op. 34 (publicada en 1907) [1][2]
- Sinfonía n.º 6 en mi bemol mayor, Op. 36 (publicada en 1909)[3]

Música de cámara
- Cuarteto de cuerdas n.° 1 en re menor, Op. 1 (1881?) [4]

Quinteto de cuerdas en fa mayor para 2 violines, 2 violas y violonchelo, Op. 4 (1887)
- Sonata n.° 1 en sol menor para violín y piano, Op. 5 (publicada por Peters, 1888)[5]
- Cuarteto para piano en fa menor, Op. 6 (1895)[6]
- Sonata en do mayor para violonchelo y piano, Op. 7 (1895)
- Cuarteto de cuerdas n.° 2 en fa mayor, Op. 11[7]

Sexteto de cuerdas n.º 1 en re menor, Op. 12 (1899)
- Trío para piano en do♯ menor , Op. 14 (1903)[8]
- Quinteto para piano en do mayor, Op. 15 (1902)
- Cuarteto de cuerdas n.º 3 en la bemol mayor, Op. 16 (1903)[9]
- Sexteto de cuerdas n.º 2 en si menor, Op. 17 (1902)
- Sonata n.° 2 para violín y piano, Op. 21 (¿publicada c.1880?)
- Sonata en sol mayor para viola y piano, Op. 22 (hasta 1904)[10][11]
- Cuarteto de cuerdas n.° 4 en sol menor, Op. 23, n.° 1 (publicado en 1904)[12]
- Cuarteto de cuerdas n.º 5 en mi bemol mayor, Op. 23, n.º 2 (publicado en 1904)
- Trío con piano en la mayor para violín, viola y piano, Op. 25

Piano
- Drei Präludien (3 Preludios), op. 2
- Suite, Op. 8 (1895)[6]

1. Preludio
2. Alemande
3. Gavota
4. Siciliano
5. Bourrée
6. Sarabanda
7. Gigue

- Variationen und Fuge über ein eigenes Thema (Variaciones y fuga sobre un tema original), op. 19 (publicado c. 1904)

Vocal
- Fünf Lieder (5 canciones) para voz y piano, op. 3 (1883); textos de Ludwig Uhland y Nikolaus Lenau

Tu nos fecisti ad te , Motete para coro mixto a cappella, op. 24 (publicado c. 1890); texto de Aurelio Agustino
- 3 canciones sagradas para coro femenino de tres voces y órgano o piano, Op. 27 (publicado en 1907)[13]

### Muerte
Enrique XXIV de Reuss de Köstritz murió a los 54 años en Ernstbrunn, en la Baja Austria, su sede ancestral desde 1828.

## Matrimonio y descendencia
El 27 de mayo de 1884, Enrique XXIV contrajo matrimonio con su prima, la princesa Isabel de Reuss-Köstritz (1860-1931), hija del príncipe Enrique LXXIV de Reuss-Köstritz, y la condesa Leonor de Stolberg-Wernigerode. Juntos, tuvieron cinco hijos:
- Princesa Regina Felizitas Helene Luise Amadea Reuss zu Köstritz (1886-1980), que se casó con el conde Georg Ernst Maria Karl Joseph Anton zu Stolberg-Stolberg.
- Princesa Sibylla Gabriele Reuss zu Köstritz (1888-1977), que se casó con el conde Wolfgang Friedrich Julius Magnus zu Castell-Castell.
- Príncipe Enrique XXXIX de Reuss-Köstritz (1891-1946), que se casó con la condesa Antonia zu Castell-Castell.
- Príncipe Enrique XLI Reuss zu Köstritz (1892-1916), que murió soltero.
- Princesa Viola Gasparine Eleonore Reuss zu Köstritz (1898–1978), que murió soltera.